# Caricea paulihamata
Caricea paulihamata är en tvåvingeart som beskrevs av Xue, Feng och Liu 1998. Caricea paulihamata ingår i släktet Caricea och familjen husflugor. Inga underarter finns listade i Catalogue of Life.